# Edda Flora
Le Edda FLora  est un navire de service polyvalent pour les travaux offshore appartenant à Østensjø Rederi et exploité par la société norvégienne DeepOcean. Il est à la fois un navire de ravitaillement offshore et un navire effectuant des travaux de construction ou des opérations d'inspection, d'entretien et de réparation (IMR).

## Caractéristiques
Le Edda Flora est un navire qui a été construit au chantier naval norvégien de Karmsund  (Karmsund Maritime Service). Son pont de travail de 750 m² peut recevoir jusqu'à 10 tonnes/m² pour une capacité maximale de fret de 1.900 tonnes. Il est équipé d'une grue offshore de 100 tonnes et de diverses petites grues de pont.
Il est équipé, sous hangar, de deux sous-marins télécommandés (ROV) de type Supporter, capables d'effectuer des tâches à des profondeurs allant jusqu'à 3.000 mètres et d'un ROV d'observation.
Le déplacement vers le chantier s'effectue à une vitesse maximale de 16.5 nœuds et la précision de l'installation est assurée par le système de positionnement dynamique. 
Il y a des cabines à bord pour 70 personnes. La livraison du personnel et des marchandises peut être effectuée à l'aide d'une hélisurface conçu pour recevoir des hélicoptères de type Sikorsky S-92.

## Galerie

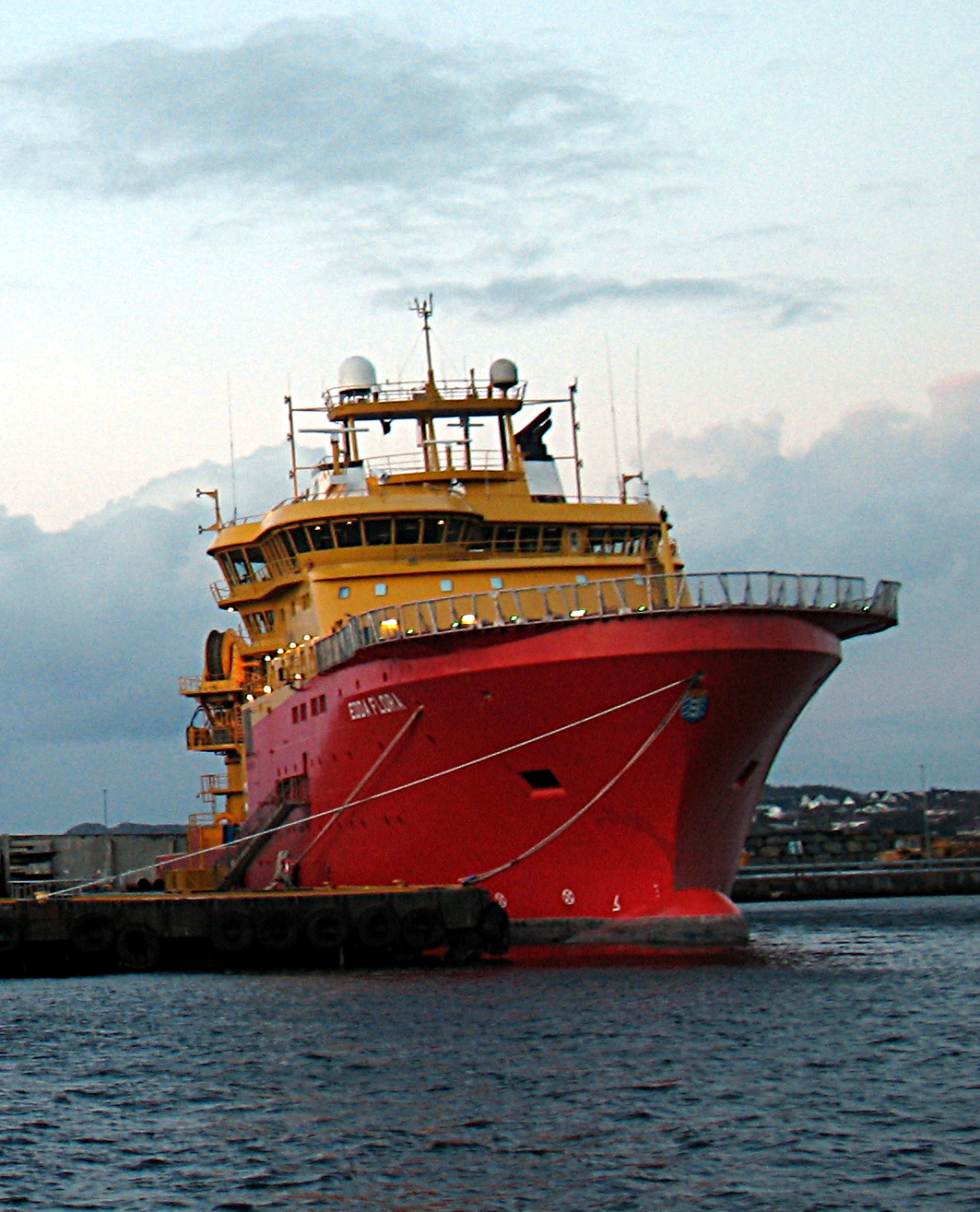
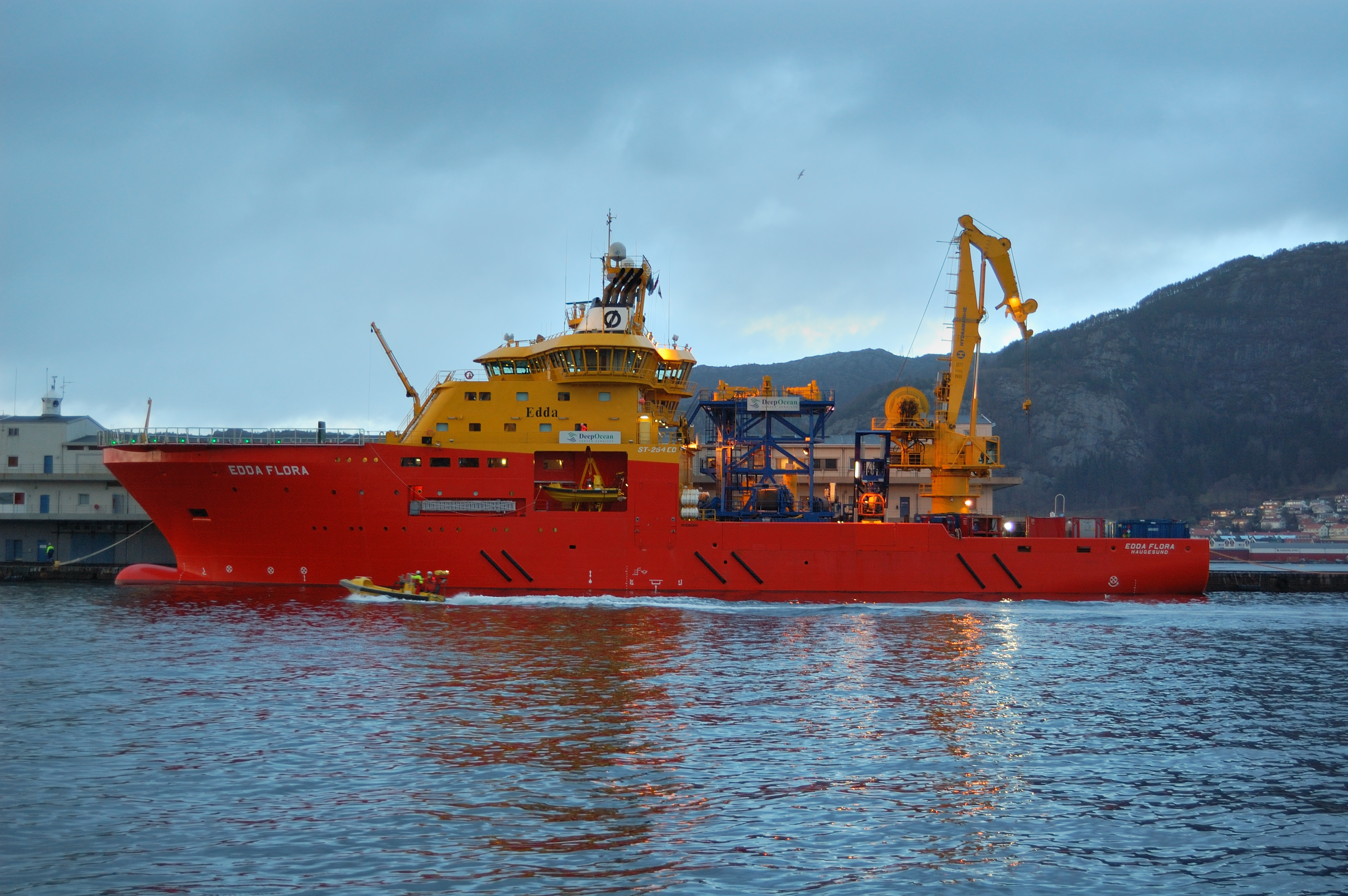

### Articles externes
- EDDA FLORA - Site marinetraffic
- Edda Flora - Site DeepOcean
- Edda Flora - Site Østensjø Rederi